# Kreuzzug

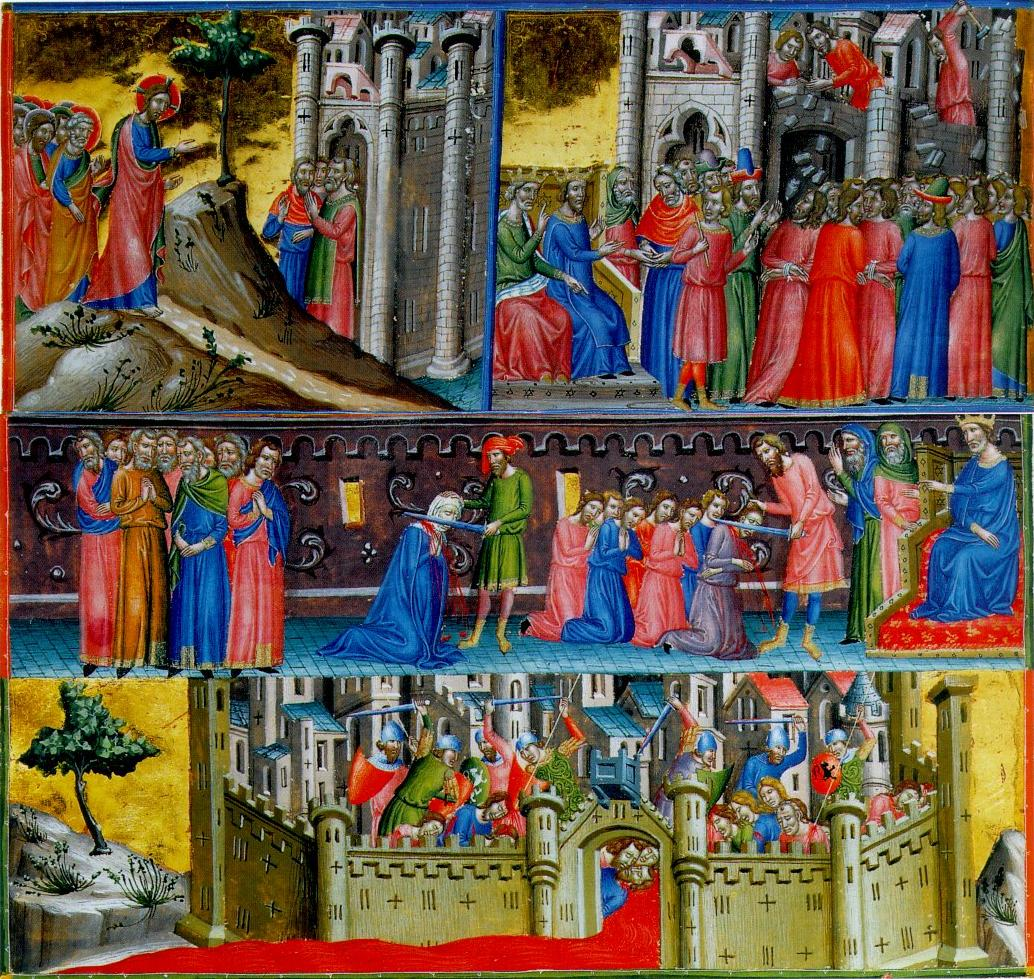
Symbolische Darstellung der Eroberung Jerusalems (12.–14. Jahrhundert)

Die Kreuzzüge waren von der lateinischen Kirche sanktionierte, strategisch, religiös und wirtschaftlich motivierte Kriege zwischen 1095/99 und dem 13. Jahrhundert. In diesem engeren Sinne bezeichnet der Begriff die Orientkreuzzüge, die sich gegen die muslimischen Staaten im Nahen Osten richteten. Im 13. Jahrhundert wurde der Begriff für Kreuzzüge (wie peregrinatio) auch auf andere militärische Aktionen ausgeweitet, deren Ziel nicht das Heilige Land war (crux cismarina). In diesem erweiterten Sinne werden auch die Feldzüge gegen nicht christianisierte Völker wie Wenden, Finnen, Balten und Esten, gegen Ketzer wie die Albigenser, Hussiten und gegen die Ostkirche dazu gezählt. Vereinzelt haben Päpste sogar zu Kreuzzügen gegen christliche politische Gegner aufgerufen.
Nachdem ein Kreuzfahrerheer 1099 Jerusalem erobert hatte, wurden in der Levante insgesamt vier Kreuzfahrerstaaten gegründet. Infolge ihrer Bedrohung durch die muslimischen Anrainerstaaten wurden weitere Kreuzzüge durchgeführt, denen meistens kaum ein Erfolg beschieden war. Das Königreich Jerusalem erlitt 1187 in der Schlacht bei Hattin eine schwere Niederlage, auch Jerusalem ging wieder verloren. Mit Akkon fiel 1291 die letzte Kreuzfahrerfestung in Outremer.
Der Begriff „Kreuzzug“ geht zurück auf die Befestigung eines Kreuzzeichens an der Kleidung derer, die den Kreuzfahrereid ablegten. In den zeitgenössischen Quellen waren hingegen andere Bezeichnungen verbreitet, vor allem expeditio, iter und peregrinatio (wie sich Teilnehmer oft auch als peregrini bezeichneten und damit das Motiv einer bewaffneten Pilgerfahrt betonten). Der französische Begriff croisade stammt aus dem 15. Jahrhundert (okzitanisch crozada um 1213), die deutsche Übersetzung „Kreuzzug“ ist modern.

## Vorbemerkungen

### Allgemeines

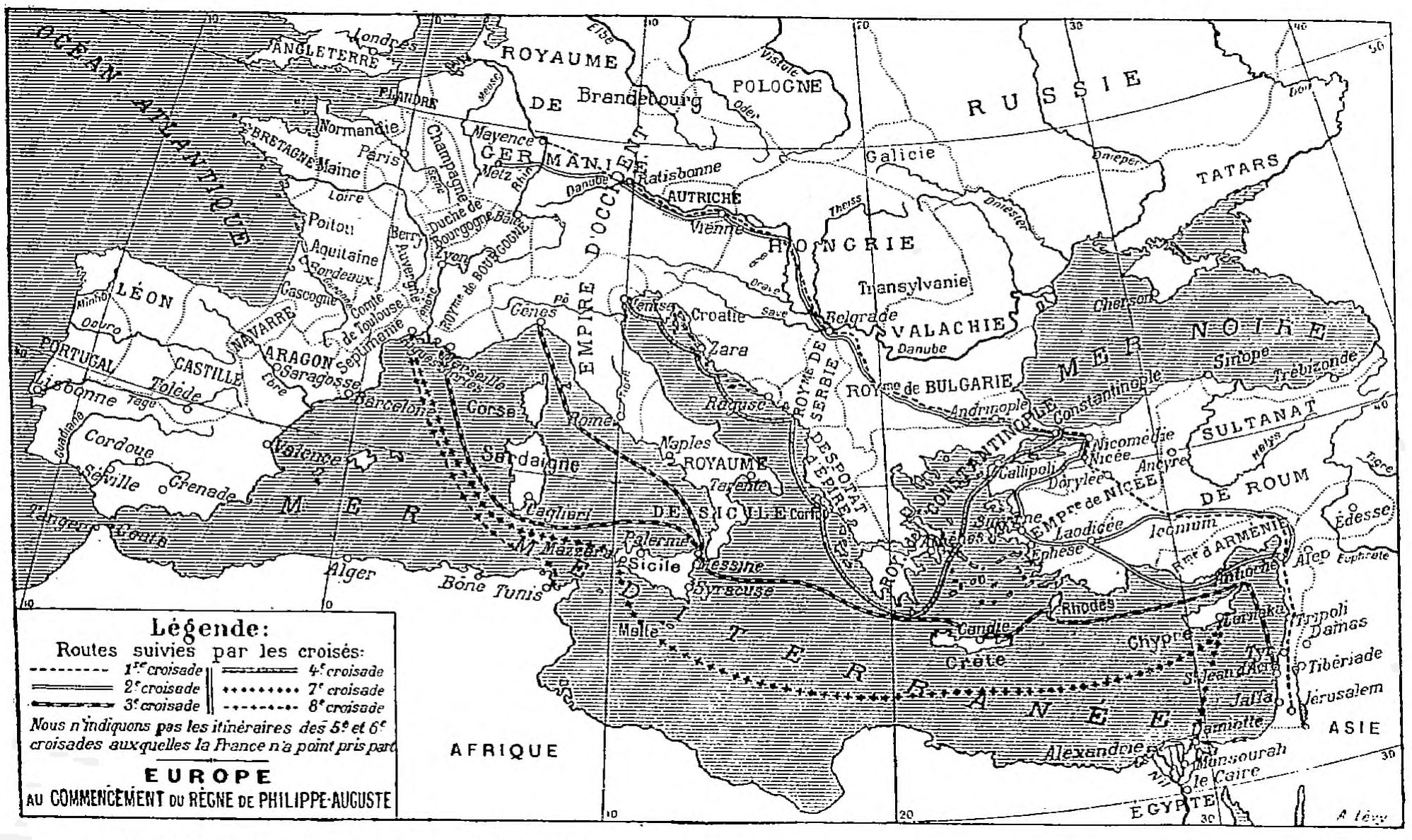
Karte der Kreuzzüge aus einem französischen Wörterbuch (1922)

Seit dem 7. Jahrhundert fand die islamische Expansion statt: Die militärische, teilweise mit Übergriffen verbundene Unterwerfung und Besiedlung christlicher Gebiete durch arabisch-muslimische Eroberer im Nahen Osten, in Nordafrika, Italien (Eroberung Sardiniens, der Einfall in Rom und die Zerstörung der Basilika St. Peter durch die Aghlabiden im Jahre 846) sowie (bis zur Rückeroberung im Rahmen der Reconquista) der Einfall in Spanien und Portugal. Seit 638 stand Jerusalem unter muslimischer Herrschaft. Von christlicher Seite wurde die Eroberung des Heiligen Landes und die Zurückdrängung der Sarazenen als Rückeroberung und als ein Akt der Verteidigung des Christentums betrachtet, welcher durch offiziellen Beistand und die Unterstützung der Kirche bekräftigt und angeführt wurde.
Ein weiteres Motiv war die Wiederherstellung des ungehinderten Zugangs der christlichen Pilger zu den heiligen Stätten, der durch muslimische Übergriffe auf die in den levantinischen Häfen ankommenden Pilger unmöglich gemacht wurde. Davon berichtet der Chronist al-Azimi aus Aleppo, der diese Übergriffe auch als den Grund für den ersten Kreuzzug angibt.
Dem Ersten Kreuzzug war ein Hilferuf des byzantinischen Kaisers Alexios I. Komnenos um militärische Unterstützung gegen die Seldschuken vorausgegangen. Am 27. November 1095 rief Papst Urban II. die Christen auf der Synode von Clermont zum Kreuzzug in das „Heilige Land“ auf. Urban II. forderte, die dort ansässigen Muslime zu vertreiben und in Jerusalem die den Christen heiligen Stätten in Besitz zu nehmen. Mehr als acht Jahrzehnte waren vergangen, nachdem es in der Regierungszeit des fatimidischen Kalifen al-Hakim zu Repressalien gegenüber der lokalen christlichen Bevölkerung, zur Zerstörung von Kirchen und Klöstern sowie schließlich 1009 zur Zerstörung der Grabeskirche gekommen war, eines der größten Heiligtümer des Christentums.

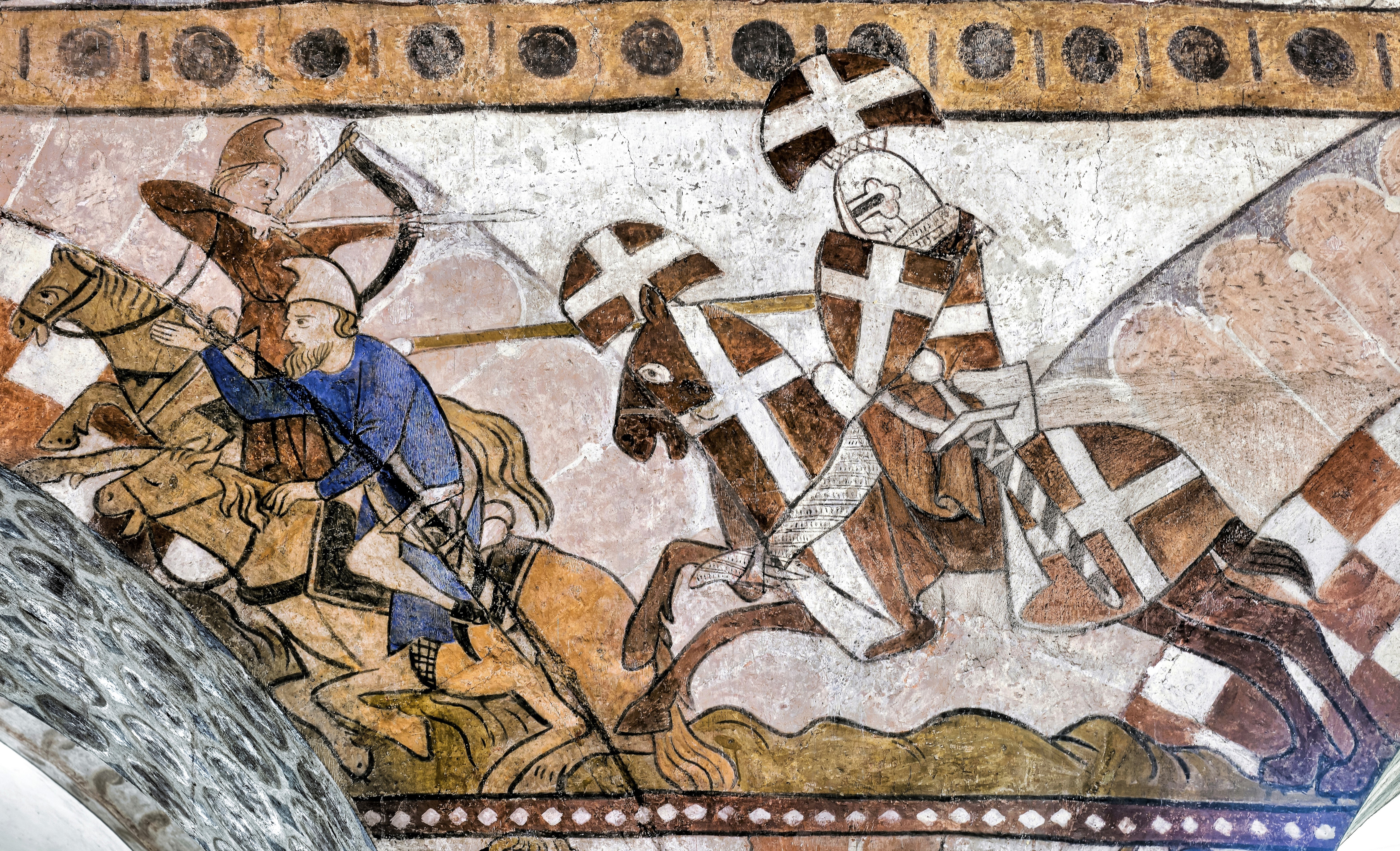
Kämpfender Kreuzritter, Wandmalerei in der Pfarrkirche St. Cyriakus (Niedermendig), um 1300

Die Kreuzzüge wurden nach kurzer Zeit auch zur Verwirklichung rein weltlicher Machtinteressen instrumentalisiert, insbesondere solcher, die gegen das Byzantinische Reich gerichtet waren. Schon bald wurde der Begriff Kreuzzug nicht nur auf Kriege gegen Muslime, sondern auch gegen von der römischen Kirche zu „Ketzern“ deklarierte Menschen (siehe Albigenser) ausgeweitet. Dieser Umstand gab dem Papsttum eine starke politische und militärische Waffe in die Hand.
Trotzdem darf der religiöse Aspekt, besonders bei den Kreuzzügen in den Osten, nicht unterschätzt werden. So waren nach der Einnahme Jerusalems im Jahre 1099 die Gefallenen als Märtyrer gefeiert worden. Oft lagen die Interessen der kriegsführenden Parteien und die der kämpfenden Truppen weit auseinander. Die beiderseitigen Machthaber verfolgten unter anderem machtpolitische Interessen. Die Kreuzfahrer selbst glaubten zumeist an einen ehrenvollen, ja heiligen Kampf für Kirche und Gott. Dies hinderte sie allerdings nicht daran, oft so brutal gegen die Zivilbevölkerung vorzugehen, dass dies bis heute den betroffenen Völkern im Gedächtnis geblieben ist.
Schon vor dem Aufruf zum Kreuzzug zur Befreiung Jerusalems hatte die Kirche damit begonnen, Kriegszüge zu unterstützen. So wurden im Rahmen der Eroberung Englands durch Wilhelm den Eroberer 1066 geweihte Fahnen an den Kriegsherren übersandt, die ihn und sein Heer im Kampf stärken sollten. Auf den geweihten Fahnen war unter anderem auch der Erzengel Michael abgebildet, der Schutzpatron des römisch-deutschen Reiches und später Deutschlands. Auch der aragonesisch-französische Zug gegen das maurische Barbastro in Spanien im Jahr 1063, den Papst Alexander II. unterstützte, sowie die Kämpfe gegen die Araber auf Sizilien 1059, standen unter päpstlicher Patronage und sind als Vorläufer der Kreuzzüge anzusehen. Diese gelten im Allgemeinen als die ersten historischen Ereignisse, an welchen die katholische Kirche beginnt, Kriegszüge dogmatisch zu stärken und zu rechtfertigen.

### Grundlage des Kreuzzugsaufrufs
Ein Kreuzzug war zugleich Bußgang und Kriegszug, der nach Auffassung der (nicht orthodoxen, katholisch christlichen) Zeitgenossen direkt von Gott durch das Wort des Papstes verkündet wurde. Die Teilnehmer legten ein rechtsverbindliches Gelübde ab, ähnlich wie bei einer Pilgerfahrt. Als Folge der göttlichen und päpstlichen Verkündung waren die Kreuzzüge sehr populär. Dies erklärt auch die große Teilnehmerzahl. Die offiziell verkündeten Kreuzzüge (darunter fallen beispielsweise nicht die Abwehrkämpfe der Kreuzfahrerstaaten in Outremer) wurden als Angelegenheit der gesamten abendländisch-katholischen Christenheit begriffen. Die Kreuzfahrerheere bestanden daher in der Regel aus „Rittern“ aus ganz Europa.
Grundlage für die Kreuzzüge war aus christlicher Sicht der Gedanke des „gerechten Krieges“ (lat. bellum iustum), wie er von Augustinus von Hippo vertreten worden war. Dies bedeutete später, dass der „gottgefällige Krieg“ nur von einer rechtmäßigen Autorität verkündet werden konnte (wie dem Papst). Es musste ein gerechter Kriegsgrund vorliegen (wie die ungerechte Behandlung von Gläubigen), und der Krieg musste für gute Absichten (wie die göttliche Liebe) geführt werden.

### Zeitgenössische Kritik an den Kreuzzügen
Nach dem katastrophalen Ausgang des Zweiten Kreuzzugs mehrten sich Stimmen von Theologen, die sich gegen die Idee bewaffneter Kreuzzüge wandten. Dazu zählen in Deutschland der Würzburger Annalist des Zweiten Kreuzzugs und der Theologe Gerhoch von Reichersberg sowie der Verfasser des Schauspiels Ludus de Antichristo, in Frankreich der Abt von Cluny Petrus Venerabilis in seinen späteren Schriften, der englische Zisterzienser Isaak von Stella (später Abt in Frankreich), Walter Map (ein Höfling König Heinrichs II. von England) und der Engländer Radulphus Niger. Sie beriefen sich u. a. auf Mt 26,52 , demzufolge durch das Schwert sterben solle, wer das Schwert zieht, aber auch auf Offb 19,21 , wo prophezeit wird, dass der wiederkehrende Messias als König der Könige die Feinde des Christentums mit dem Hauch seines Mundes – also nur mit Gottes Wort – vernichten werde. Um 1200 traten auch die Kanonisten, Kirchenrechtler wie Alanus Anglicus, dafür ein, die Muslime zu tolerieren.
Besonders ab Ende des 13. Jahrhunderts mussten die Päpste die Ablässe für das Anhören von Kreuzzugspredigten deutlich erhöhen, was ebenfalls als Indiz für die abnehmende Begeisterung der nicht-nahöstlichen Kreuzzüge zu deuten ist. Im frühen 14. Jahrhundert riefen einige Päpste sogar zu Kreuzzügen gegen politische Gegner auf, so Ende 1321 gegen Mailand.

### Kritik der neueren Kirchenhistoriker an den Kreuzzügen
Im 20. Jahrhundert haben sich trotz der Aufbrüche der ökumenischen Bewegung und des Zweiten Vatikanischen Konzils relativ wenige Vertreter der Kirchengeschichte in kritischer Weise mit den Kreuzzügen befasst. Auf evangelischer Seite ist z. B. Jonathan Riley-Smith zu nennen, der u. a. das lange vorherrschende kirchliche Verständnis der Kreuzzüge als heiligem Krieg zur Wiedererlangung angeblich legitimer christlicher Besitzrechte einer Kritik unterzog. Auf katholischer Seite hat z. B. Arnold Angenendt im Kontext seiner Kritik die Kreuzzüge als schwere Hypothek bezeichnet, die sich die Kirche aufgeladen hat, indem die Päpste die Kreuzzüge nicht nur als heilige Kriege gut geheißen, sondern sie sogar initiiert haben.

### Kontroversen in der Geschichtswissenschaft
In Bezug auf die Kreuzzüge sind mehrere Punkte in der modernen Forschung umstritten, so etwa hinsichtlich des Ausmaßes der Akzeptanz der Kreuzzugsidee in späterer Zeit. Eine Einigung wird durch unterschiedliche historische „Schulen“ erschwert.
Manche Historiker (wie Hans Eberhard Mayer) sehen lediglich die Orientkreuzzüge als die ‚eigentlichen‘ Kreuzzüge an. Demgegenüber herrscht im anglo-amerikanischen Sprachraum gelegentlich die Tendenz vor, den Begriff inhaltlich und auch zeitlich weiter zu fassen (besonders einflussreich: Jonathan Riley-Smith, Norman Housley). Dabei werden auch einige Militäraktionen der Frühen Neuzeit noch den Kreuzzügen hinzugerechnet. Von Riley-Smith und seinen Schülern wird diese Sichtweise als „pluralistisch“ bezeichnet; ihnen zufolge stieß der Kreuzzugsgedanke noch im Spätmittelalter auf Begeisterung. Kritiker halten dieser Schule entgegen, Quellen zu ignorieren, die belegen, dass die Kreuzzugsidee im Spätmittelalter deutlich an Anziehungskraft einbüßte. Eine Einigung konnte bisher nicht erzielt werden.
In der Geschichtswissenschaft der letzten Jahrzehnte werden in zunehmendem Maße Geschichte und Struktur der Kreuzfahrerstaaten berücksichtigt, so dass das Augenmerk nicht mehr allein der chronologischen Abfolge und den historischen Begebenheiten der Kreuzzüge gilt.

## Motive der Kreuzritter und Situation vor den Kreuzzügen
Die Motivation der Kreuzfahrer speiste sich keineswegs allein aus religiösem Eifer; vielmehr gab es auch andere Ursachen für ihr Handeln, die sich zudem im Laufe der Zeit änderten. Die einzelnen Beweggründe waren:

### Religiöse Motive

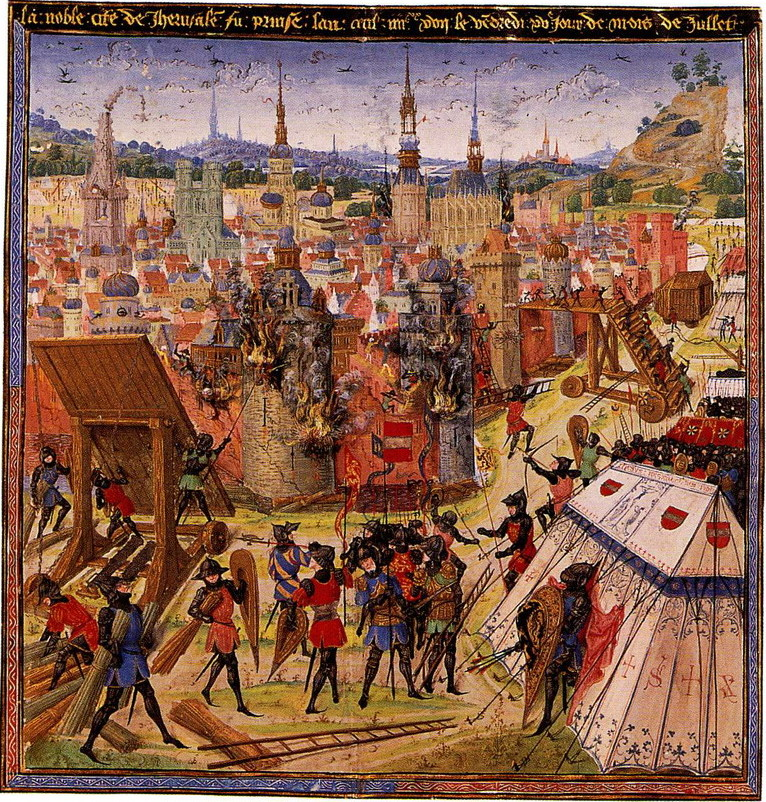
Die Einnahme von Jerusalem 1099. Spätmittelalterliche Buchillustration.

Aufbauend auf den Kreuzzugsaufruf Papst Urbans II. auf der Synode von Clermont im Jahr 1095 (begleitet von dem Zuruf „Deus lo vult“ – Gott will es) waren viele Kreuzfahrer überzeugt, durch die Vertreibung der Muslime aus dem Heiligen Land Gottes Willen zu erfüllen und die Erlassung all ihrer Sünden zu erreichen (Ablass, Gnadenschatz). Dies muss vor dem Hintergrund christlicher Berichte und Gerüchte über Gräueltaten der islamischen Machthaber gegen die christliche Bevölkerung des Heiligen Landes gesehen werden und der Verwüstung christlicher Stätten, beispielsweise der Grabeskirche 1009 in Jerusalem. Auch der aus Aleppo stammende moslemische Chronist al-Azimi berichtet von moslemischen Übergriffen auf Pilger, wodurch der Zugang zu den heiligen Stätten verunmöglicht wurde. Auch der Prediger Peter der Einsiedler war auf einer früheren Pilgerfahrt nach Jerusalem von den Türken misshandelt und zur Umkehr gezwungen worden. In Konkurrenz mit wirtschaftlichen Interessen traten die religiösen Motive im Laufe der Zeit teilweise in den Hintergrund – besonders deutlich wird das bei der Eroberung und Plünderung der christlichen Stadt Konstantinopel im Vierten Kreuzzug. Bezüglich der Kreuzzüge in den Orient verschwanden sie jedoch nie ganz, sie hatten auch großen Einfluss auf die christliche Bevölkerung in Europa.

### Verhältnis zum Islam
Ein wesentliches außenpolitisches Problem für die christliche Welt stellte der Islam dar, der in seinem Streben westwärts zunächst in der Mitte des 7. Jahrhunderts das christliche Byzantinische Reich angriff. Ostrom/Byzanz verlor die seit dem monophysitischen Schisma in religiösem Gegensatz zu den griechischen und lateinischen Reichsgebieten stehenden Provinzen Syrien und Ägypten binnen weniger Jahre an die Araber, die dort vielleicht von Teilen der Bevölkerung als Befreier begrüßt wurden (was in der Forschung umstritten ist); es behauptete jedoch weiterhin das griechisch geprägte Kleinasien. Das westliche Nordafrika leistete bis zum Ende des 7. Jahrhunderts gegen die Araber Widerstand, während das spanische Westgotenreich um 700 binnen weniger Monate unter dem Arabersturm zusammenbrach, so dass die Araber im Westen erst durch das Fränkische Reich aufgehalten und zurückgedrängt wurden.
Nachdem das Byzantinische Reich 751 von den Langobarden aus Mittelitalien verdrängt worden war (Fall des Exarchats von Ravenna), war es Anfang des 8. Jahrhunderts hauptsächlich auf das orthodoxe Kernland Kleinasien, die Küsten des Balkans und Süditaliens begrenzt. In der Folgezeit fand das Reich im 9. und 10. Jahrhundert zu einem modus vivendi mit den Arabern, der sogar in militärische Bündnisse mit einzelnen arabischen Staaten mündete. Dem militärischen Wiederaufstieg um das Jahr 1000 folgte ein innerer Niedergang. Mit dem islamischen Turkvolk der Seldschuken betrat gleichzeitig eine neue, expansive Macht die politische Bühne des Nahen Ostens, die sich auf Kosten der Araber und Byzantiner ausdehnte. Dies führte 1071 für die Byzantiner zur militärischen Katastrophe in der Schlacht von Manzikert gegen die Seldschuken, die den Beginn der türkischen Landnahme in Anatolien markiert.
Kleinasien überließ der byzantinische Kaiser Alexios I. Komnenos wegen der Abwehr der normannischen Invasion von Epiros und Makedonien (mit dem Ziel der Eroberung von Konstantinopel) schließlich 1085 gegen einen Lehenseid bis auf wenige Stützpunkte vollständig den Seldschuken, um nicht zwischen zwei Gegnern aufgerieben zu werden. Nach dem Sieg über die Normannen bat Alexios den Papst um Unterstützung zur Rückeroberung des kleinasiatischen Reichsgebiets, das inzwischen in mehrere türkische Emirate zersplittert war, die die byzantinische Diplomatie gegeneinander ausspielte.
Der große militärische Aufwand aller christlichen Mächte der damaligen Zeit ist damit zu erklären, dass der Islam als eine große Gefahr – nicht allein für das Byzantinische Reich – gesehen wurde. Schließlich grenzte das islamisch-arabische Machtgebiet an den Pyrenäen an Frankreich, zudem waren fast alle Mittelmeerinseln und Teile Süditaliens zeitweise von Arabern erobert worden. Letztere wurden auch nach Rückeroberung immer wieder von ihnen angegriffen. Das byzantinische Sizilien wurde ab 827 von den Arabern erobert, dann von den Normannen, bis es 1194 an Heinrich VI. fiel, wodurch das Reich der Staufer ebenfalls direkt an den islamischen Machtbereich grenzte.

### Verhältnis zur Orthodoxie
Das morgenländische Schisma von 1054 belastete von Beginn der Kreuzzüge an das Verhältnis zwischen orthodoxen und katholischen Christen. Ein weiterer Aspekt ist das politische Verhältnis der beiden führenden Mächte der katholischen bzw. orthodoxen Staatenwelt. Die Eigenbezeichnung des deutschen wie des byzantinischen Kaiserreiches war „Römisches Reich“, und der jeweilige Kaiser leitete daraus einen Führungsanspruch über die gesamte christliche Staatenwelt ab, das Zweikaiserproblem. Byzanz betrieb im 12. Jahrhundert eine expansive Westpolitik. Dynastische Heiraten mit dem ungarischen und deutschen Herrscherhaus, aber auch militärische Interventionen in Italien mit dem Ziel, auch die (west)römische Kaiserkrone zu erringen, waren eine Grundkonstante der Außenpolitik der byzantinischen Komnenendynastie. Um den Einfluss Venedigs im Byzantinischen Reich zurückzudrängen, verfolgte man in Konstantinopel in der zweiten Hälfte des 12. Jahrhunderts eine scharfe anti-venezianische Politik. Dies blieb in Westeuropa natürlich nicht ohne Reaktion. Die Kreuzzüge richteten sich daher zunehmend nicht nur gegen den Islam, sondern zugleich immer mehr gegen das orthodoxe, griechisch geprägte Byzanz.
Dennoch blieb der religiös motivierte Kreuzzugsgedanke auch in der Folgezeit eine immer wiederkehrende Komponente der europäischen Politik, wenn in der Forschung auch manchmal betont wird, dass die Kreuzzugsidee ab dem 13. Jahrhundert an Kraft einbüßte (siehe oben den Abschnitt Kontroversen in der Geschichtswissenschaft). Insgesamt darf man wohl ihre Bedeutung im Spätmittelalter nicht mehr allzu hoch ansetzen. So wurde zwar im Jahr 1453 eine Militärexpedition erwogen, um Konstantinopel gegen Sultan Mehmed II. zu verteidigen. Doch startete diese halbherzige Expedition reichlich spät, nämlich erst im April 1453. Der Sultan hatte aber schon im Frühjahr 1452 mit den baulichen Vorbereitungen für eine mögliche Belagerung begonnen und machte daraus keinerlei Geheimnis.
Ob man die konzertierte militärische Hilfe christlicher Mächte, wie z. B. des Heiligen Römischen Reiches und Polens, bei der Verteidigung Wiens 1683 gegen die Türken in die Kreuzzugstradition stellen darf, ist fraglich. 1528 kam es nämlich zu einem wenige Jahrzehnte zuvor noch unvorstellbaren Ereignis: Frankreich und das Osmanische Reich schlossen ein Bündnis gegen das Habsburgerreich. Spätestens mit der Integration des muslimischen Staates in das Bündnissystem der christlichen Mächte endete der vereinigende Anspruch der katholischen Kreuzzugsidee in der europäischen Politik.

### Gesellschaftliche Faktoren in Europa

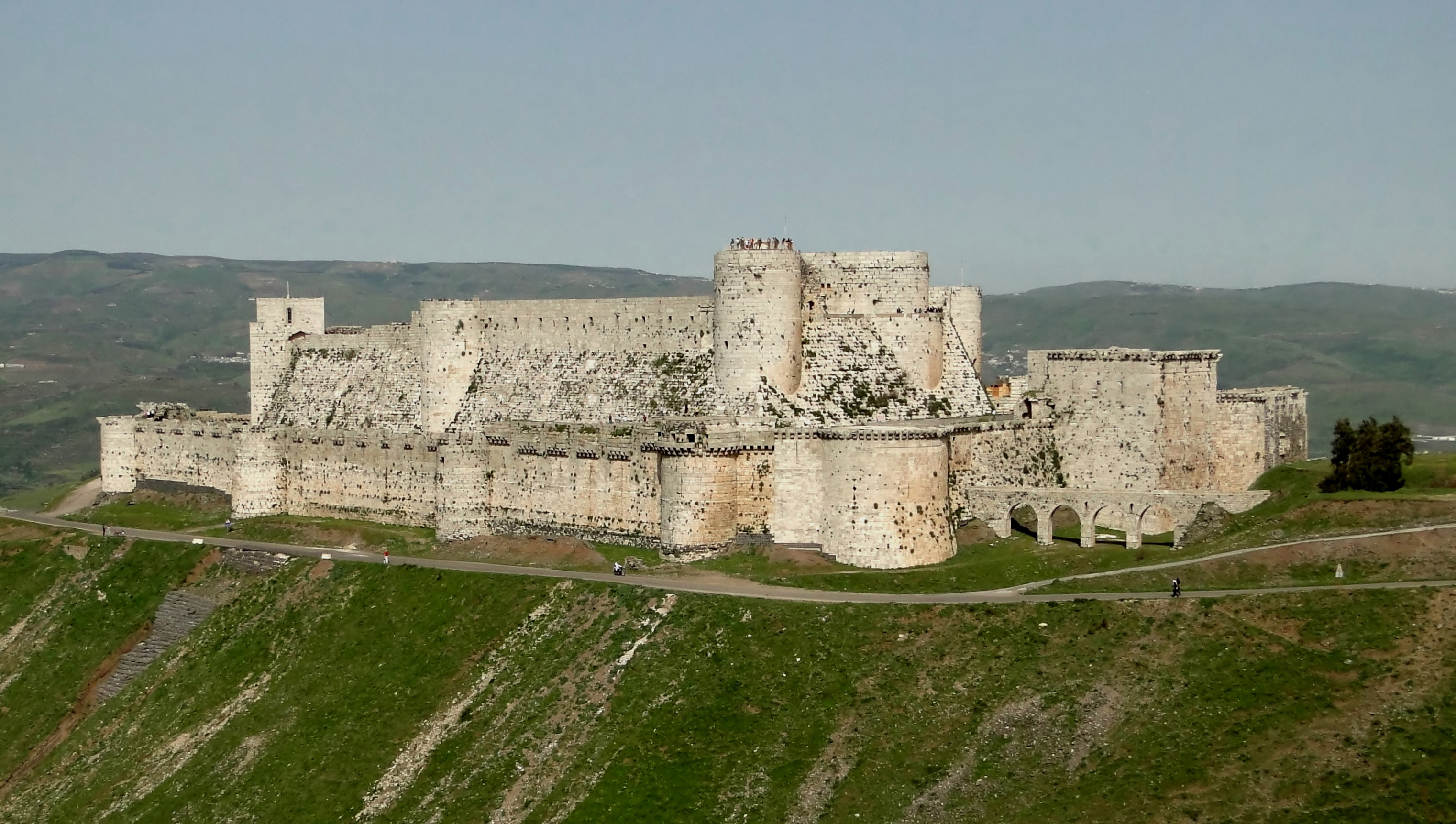
Der Krak des Chevaliers in Syrien

Der abendländische Adel erhoffte sich durch die Eroberung neue Besitztümer. Das traf vor allem auf die jüngeren Söhne des Adels zu, die nicht erbberechtigt waren und nun die Chance sahen, doch noch über ein eigenes Gebiet herrschen zu können. Dies war ebenso ein Ziel der Kirche, da der Gottesfrieden immer wieder durch Konflikte gestört wurde, in denen es in erster Linie um Gebietsstreitigkeiten ging. So boten die Kreuzzüge auch eine willkommene Beschäftigung für die überzähligen Söhne, die nicht im Kloster oder im Klerus untergebracht werden konnten oder wollten.
Große Teile der Landbevölkerung sahen im Kreuzzug eine Fluchtmöglichkeit vor den harten und oft sehr ungerechten Lebensumständen in der Heimat – zumal der Papst ein Ende der Leibeigenschaft in Aussicht gestellt hatte für jeden, der das Kreuz nehmen und ins heilige Land mitziehen würde. Den Kreuzrittern schlossen sich im Tross die Nichtkombattanten an: Frauen, Kleriker, Alte und Arme.
Auch Verbrecher und Gesetzlose folgten den Aufrufen, weil sie sich durch ihr Kreuzzugsgelübde der Strafverfolgung entziehen konnten und sich ein neues Leben oder Beute erhofften.

### Wirtschaftspolitische Motive
Wirtschaftlich profitierten auch die italienischen Seerepubliken (Genua, Pisa, Venedig und andere) vom Handel mit dem Orient. So wurde kurzzeitig überlegt, einen Kreuzzug zur Sicherung der Gewürzstraße durchzuführen. Die Idee wurde allerdings recht bald wieder fallen gelassen.
Das Papsttum versprach sich von der Kontrolle über das Heilige Land eine massive Stärkung seiner Machtposition. Letztlich haben die Päpste wohl auch auf die Wiedervereinigung mit der bzw. auf die Kontrolle über die Ostkirche gehofft. Daneben dominierten mit Beginn des Vierten Kreuzzuges auch wirtschaftliche Interessen. Das beste Beispiel für dieses Motiv ist wohl der Vierte Kreuzzug selbst, der von der Handelsmetropole Venedig nach Konstantinopel umgeleitet wurde und in der Plünderung durch das Kreuzfahrerheer mit Abtransport der Beute nach Venedig mündete, um den Handelskonkurrenten auszuschalten. Hier zeigt sich die vollständige Pervertierung des ursprünglich religiösen Kreuzzugsgedankens einerseits, andererseits auch ein Grund für die immer geringere Wirkung der Kreuzzüge in der Verteidigung des oströmischen Reiches (siehe auch: Lateinisches Kaiserreich).
Die Finanzierung der Kreuzzüge in den einzelnen Bistümern erfolgte über den Kreuzzugszehnten. Zu diesem Zweck wurden Amtsbücher wie der Liber decimationis angelegt.

### Weitere Faktoren
Der britische Historiker Robert Bartlett sieht die Kreuzzüge in einem größeren, gesamteuropäischen Zusammenhang: Im 11. Jahrhundert setzt ein starkes Bevölkerungswachstum ein, bedingt durch günstige klimatische Umstände und neue Entwicklungen in der Landwirtschaftstechnik. Der Bevölkerungsüberschuss führt zu einer Expansion in die Peripherien Europas: Iberische Halbinsel, Irland, Germania Slavica, Baltikum und eben auch ins Heilige Land.

## Überblick: Begriff und zeitlicher Rahmen
Im engeren Sinne versteht man unter Kreuzzügen allgemein nur die Orientkreuzzüge, also gegen die muslimischen Staaten des nahen Ostens gerichtete Kreuzzüge (siehe jedoch oben den Abschnitt „Forschungsprobleme“). Daneben bzw. danach gab es folgende Arten von Kreuzzügen:
- gegen „Heiden“ (Wenden, Finnen, Balten),
- gegen die Ostkirche (eher en passant, die Gebiete der Ostkirche waren nie offizielles Ziel eines Kreuzzugs),
- gegen Ketzer bzw. zu Ketzern erklärte Aufständische (Katharer (Albigenser); Stedinger; Hussiten),
- gegen politische Gegner des Papsttums (gegen Ghibellinen, gegen König Manfred von Sizilien sowie ebenfalls in Sizilien im Aragonesischen Kreuzzug gegen Peter III. von Aragón)

Der Kreuzzug in seiner ursprünglichen Wortbedeutung hatte ausschließlich die Befreiung der Ostkirche zum Ziel und wurde auch passagia generalia genannt. Aus dieser entwickelte sich die passagia particularia, die sich gegen jeden anderen Ort wenden konnte.
Das Symbol des Kreuzes, das an der Kleidung der Kreuzfahrer befestigt wurde, ist bereits im ersten Kreuzzug präsent.
Die Gesta Francorum (um 1100) beginnt mit dem Zitat des Jesuswortes aus Lukas 9:23 („Wer mir folgen will, der verleugne sich selbst und nehme sein Kreuz auf sich täglich und folge mir nach“) und erwähnt das aufgenähte Kreuzzeichen (Franci audientes talia protinus in dextra crucem suere scapula, dicentes sese Christi unanimiter sequi uestigia „als die Franken dies hörten, nähten sie sofort das Kreuz auf ihre rechte Schulter und sagten, sie folgten einmütig den Spuren Christi“).
Der Begriff cruce signatus („mit dem Kreuz gekennzeichnet“ oder „bekreuzigt“) nahm im 12. Jahrhundert die Sonderbedeutung „das Kreuz nehmen; den Kreuzfahrereid ablegen“ an. Die Kreuzzüge selbst wurden bis zum Ende des 12. Jahrhunderts lediglich als „bewaffnete Pilgerfahrt“, „bewaffnete Wallfahrt“ bezeichnet: In den zeitgenössischen lateinischen Quellen wurde der Kreuzzug ganz überwiegend umschrieben als expeditio, iter in terram sanctam (Reise ins Heilige Land) oder peregrinatio (Wallfahrt).
Der volkssprachliche Begriff crozada „Kreuzzug“ wurde im frühen 13. Jahrhundert geprägt.
„Propagandisten“ des Kreuzzuggedankens wie Caesarius von Heisterbach verwendeten um 1230 die Begriffe crux transmarina für Orientkreuzzüge und crux cismarina für die Eröffnung einer „zweiten Front“ gegen Ketzer im Innern des christlichen Abendlands.
Diese „internen“ (interius) Kreuzzüge waren v. a. der Katharer- oder auch Albigenserkreuzzug, der in Okzitanien (Südfrankreich) stattfand, aber auch der Feldzug der Deutschordensritter ins Baltikum 1225.
Die Hussitenkriege wurden auch als Kreuzzug bezeichnet.
Diverse spätere als Kreuzzüge bezeichnete Feldzüge im Orient, gegen Türken oder Mongolen, erstreckten sich bis ins 15. Jahrhundert.
Ein bleibendes Erbe der Kreuzzüge waren die Ritterorden, ursprünglich militarisierte Mönchsorden.

## Klassische Zählweise der Kreuzzüge
In der Geschichtswissenschaft werden insgesamt sieben Kreuzzüge (Orientkreuzzüge) als offizielle Kreuzzüge unterschieden, wenn auch weitere kriegerische Handlungen unter dem Namen ‚Kreuzzug‘ stattfanden. Die Zählung ist in der Fachliteratur nicht ganz einheitlich, da manche Kreuzzüge nicht einhellig als eigenständige Kreuzzüge gewertet werden.
Zeitleiste
Erster Kreuzzug: 1096–1099, Ziel: Jerusalem
Volkskreuzzug: 1096, Ziel: Jerusalem
Deutscher Kreuzzug von 1096, Ziel: eigentlich Jerusalem
Kreuzzug von 1101: Ziel: Jerusalem
Kreuzzug Sigurds von Norwegen: 1108–1111, Ziel: Jerusalem/Sidon
Venezianischer Kreuzzug: 1122–1124: Tyrus
Zweiter Kreuzzug: 1147–1149, Ziel: eigentlich Edessa, letztlich Damaskus
Wendenkreuzzug: 1147, Ziel: Germania Slavica
Dritter Kreuzzug: 1189–1192, Ziel: Jerusalem
Kreuzzug Heinrichs VI.: 1197–1198, Ziel: Jerusalem
Vierter Kreuzzug: 1202–1204, Ziel: eigentlich Ägypten/Jerusalem, letztlich Konstantinopel
Kinderkreuzzug: 1212, Ziel: Jerusalem
Albigenserkreuzzug: 1209–1229, Ziel: Okzitanien
Fünfter Kreuzzug:
Kreuzzug von Damiette: 1217–1221, Ziel: eigentlich Jerusalem, letztlich Ägypten
Kreuzzug Friedrichs II.: 1228–1229, Ziel: Jerusalem
Kreuzzug Theobalds IV. von Champagne: 1239–1240, Ziel: Askalon/Damaskus
Kreuzzug Richards von Cornwall: 1240–1241, Ziel: Askalon/Jerusalem
Sechster Kreuzzug: 1248–1254, Ziel: Ägypten/Jerusalem
Hirtenkreuzzug von 1251: Ziel: eigentlich Ägypten
Siebter Kreuzzug: 1270, Ziel: Tunis/Jerusalem
Kreuzzug des Prinzen Eduard: 1270–1272, Ziel: Akkon/Jerusalem
Aragonesischer Kreuzzug: 1284–1285, Ziel: Girona
Hirtenkreuzzug von 1320: Ziel: eigentlich Andalusien
Kreuzzug gegen Smyrna: 1343–1347, Ziel: türkische Fürstentümer an der kleinasiatischen Küste, Eindämmung der Piraterie
Kreuzzug gegen Alexandria: 1365, Ziel: Ägypten
Kreuzzug gegen Mahdia: 1390, Ziel: Eindämmung der Piraterie
Kreuzzug von Nikopolis: 1396, Ziel: Eindämmung des osmanischen Vordringens in Europa
Auch die schwedischen Eroberungsfeldzüge gegen die Heiden in Finnland im 13. Jahrhundert werden als Kreuzzüge bezeichnet.
Im 14. Jahrhundert wurden über 50 Kreuzzüge gegen die damals heidnischen Prußen und Litauer geführt. Diese vom Deutschen Orden organisierten Feldzüge bezeichnete man auch als „Preußenfahrten“ oder „Litauerreisen“. Das 15. Jahrhundert weist vier Kreuzzüge gegen die Hussiten auf. Von 1443 bis 1444 fand ein meist als „letzter Kreuzzug“ eingestufter Feldzug gegen das Osmanische Reich statt, der in der Schlacht bei Warna scheiterte.

## Geschichte

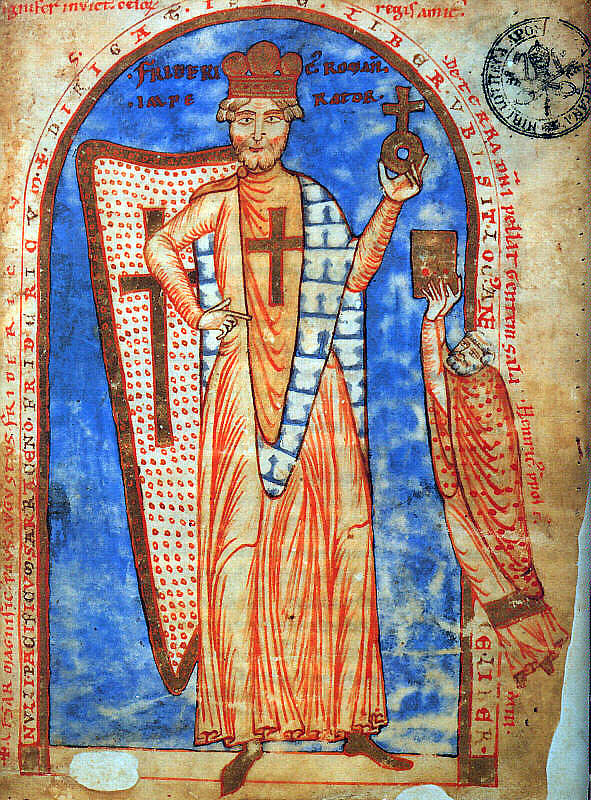
Friedrich I. Barbarossa als Kreuzfahrer – Miniatur aus einer Handschrift von 1188

Eine detailliertere Beschreibung der Geschichte ist in den separaten Artikeln zu den einzelnen Kreuzzügen enthalten.

### Erster Kreuzzug und Entstehung der Kreuzfahrerstaaten
Aufgrund der Bedrängung des Byzantinischen Reiches durch die muslimischen Seldschuken infolge der byzantinischen Niederlage in der Schlacht von Mantzikert 1071 hatte der byzantinische Kaiser Alexios I. Komnenos im Westen um Hilfe angefragt. Papst Urban II. hatte 1095 dann auch auf der Synode von Clermont zum ersten Kreuzzug aufgerufen, um die heiligen Stätten der Christenheit zu befreien. Allerdings war Jerusalem zum Zeitpunkt des „Kreuzzugaufrufs“ im Jahr 1095 vorübergehend im Besitz der Seldschuken (1071–1098), die christliche Pilger weitgehend ungestört gewähren ließen. Eine religiöse Begeisterung wurde in Westeuropa hervorgerufen, die teilweise erschreckende Züge annahm: So wurden im Rheinland mehrere jüdische Gemeinden von Christen regelrecht vernichtet, und sogar einfache Leute machten sich mit Peter dem Einsiedler auf ins Heilige Land (so genannter Volkskreuzzug) – sie sollten es jedoch nie erreichen.
Als die verschiedenen Kreuzfahrerheere Ende 1096 die byzantinische Hauptstadt Konstantinopel erreichten, traten weitere Probleme auf: Obwohl die Byzantiner einen Kreuzzug keineswegs herbeigewünscht hatten (sie hatten vielmehr auf Söldner aus Europa gehofft) und den Kreuzfahrern auch nicht ganz grundlos misstrauten – manche von ihnen, wie die unteritalienischen Normannen, hatten zuvor schon gegen Byzanz gekämpft –, unterstützte Alexios sie zunächst, zumal sie ihm einen Treueeid schworen und die Kreuzfahrer ebenfalls auf den Kaiser angewiesen waren. Im Frühjahr 1097 machte sich das Heer auf den Weg, und bald schon stellten sich erste Erfolge ein, wie die Eroberung von Nikaia, das vertragsgemäß den Byzantinern überlassen wurde. Nach schweren Kämpfen, unter anderem bei der Einnahme Antiochias, endete dieser Kreuzzug mit der Eroberung Jerusalems im Juli 1099, bei der es zu blutigen Massakern an den verbliebenen Bewohnern kam – ungeachtet der Religionszugehörigkeit. Allerdings wurden die Opferzahlen bei der Eroberung Jerusalems in der Vergangenheit sowohl von moslemischer als auch christlicher Seite stark übertrieben. Gestützt von einer hebräischen Quelle ging Thomas Asbridge 2010 nur von etwas über 3.000 Opfern aus; zum gleichen Ergebnis kam auch bereits Benjamin Kedar im Jahr 2004.
Es folgte die Entstehung der Kreuzfahrerstaaten. Byzanz hatte zwar Teile Kleinasiens zurückgewonnen, stand der Errichtung von Staaten im Heiligen Land, die von Byzanz unabhängig waren, jedoch mit Misstrauen gegenüber, was bald schon zu Kämpfen mit dem Fürstentum Antiochia führte.

### Situation der Kreuzfahrerstaaten und Zweiter, Dritter und Vierter Kreuzzug

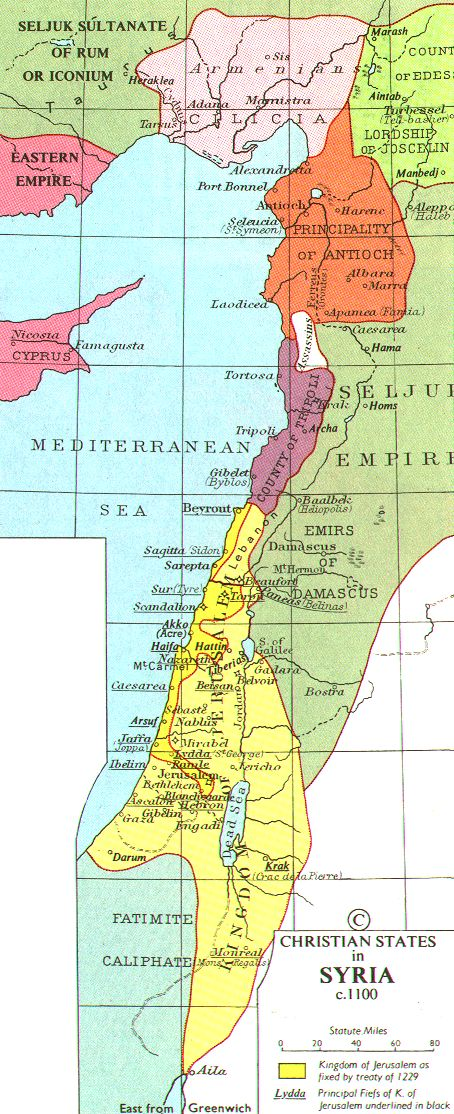
Die Kreuzfahrerstaaten um 1100

Die so genannten Kreuzfahrerstaaten erwiesen sich jedoch auf die Dauer dem moslemischen Druck nicht gewachsen: Die meisten Adligen waren schon kurz nach dem Fall Jerusalems wieder abgereist; zurück blieb keineswegs nur die Elite. Einerseits waren die feudal organisierten Kreuzfahrerstaaten aufgrund der geringen katholisch-christlichen Bevölkerungsanzahl (wo die Mehrheit der Bevölkerung christlich war, war sie nicht katholisch, wie etwa in Syrien) auf Nachschub aus Europa angewiesen, was diesen Staaten einen gewissen „kolonialen“ Charakter verlieh. Andererseits kam es zu einem durchaus bemerkenswerten Wandel im Verhältnis zwischen Christen und Moslems: Fortan lebten sie meistens durchaus friedlich miteinander. Den Moslems wurde eine weitgehend freie Religionsausübung gestattet, und es wurde ihnen eine eigene Gerichtsbarkeit zugestanden. Auch gegenüber den anderen christlichen Konfessionen verhielten sich die katholischen „Franken“ (so wurden die Kreuzritter vor allem in arabischen Quellen genannt) durchaus tolerant. Diese Entwicklung war ebenfalls eine direkte Konsequenz der zu geringen Zahl zurückgebliebener Kreuzfahrer, die sonst den eroberten Raum nicht zu kontrollieren vermocht hätten – was aber ohnehin nur in gewissen Grenzen möglich war. Auch die Juden hatten in den Kreuzfahrerstaaten eine wesentlich bessere Stellung als in Europa und wurden in Outremer, wieder anders als in Europa, nach der Eroberung Jerusalems auch nie das Opfer von Pogromen.
Auch wenn es den Kreuzfahrern teils sogar gelang, die verfeindeten muslimischen Reiche, die sie umgaben, gegeneinander auszuspielen (die Fatimiden in Ägypten waren den Seldschuken beispielsweise feindlich gesinnt), so war die militärische Situation doch immer äußerst schwierig. Der letztendlich erfolglose Zweite Kreuzzug (1147–1149) hatte bereits das Ziel, die bedrängten Kreuzfahrerstaaten (nach dem Fall der Grafschaft Edessa) zu entlasten. Nach der Schlacht bei Hattin 1187, in der faktisch das gesamte militärische Aufgebot des Königreichs Jerusalem geschlagen worden war, fiel sogar Jerusalem wieder in muslimische Hände. Die nachfolgenden Kreuzzüge, die diese Entwicklung umkehren sollten, hatten wenig Erfolg, teils aufgrund unzureichender Planung oder strategischer Fehler, teils aufgrund der Uneinigkeit bei der Führung des Oberkommandos. Lediglich im Dritten Kreuzzug konnten Teile Outremers entlang der Küste zurückerobert werden. Allerdings waren aufgrund der extremen Bedingungen weitab von Europa die Opfer unter den Kreuzfahrern hoch, allein unter der adligen Elite, für die konkrete Zahlen vorliegen, starben ein Patriarch, sechs Erzbischöfe und zwölf Bischöfe, 40 Grafen und 500 weitere namhafte Edelleute.
Der Vierte Kreuzzug endete gar 1204 mit der Eroberung und Plünderung Konstantinopels, der damals größten christlichen Stadt der Welt, durch Kreuzritter, die mit einem Teil der gemachten Beute die Verschiffung des Kreuzfahrerheers durch die Flotte Venedigs „bezahlten“. Der Papst, der sich angesichts der Gräueltaten der Kreuzfahrer überdies darüber im Klaren war, dass damit eine Kirchenunion mit der Orthodoxie praktisch unmöglich wurde, verurteilte diese Aktion auf das Schärfste, was praktisch jedoch folgenlos blieb.
Die Republik Venedig hatte somit ihren größten Konkurrenten im Orienthandel dauerhaft geschwächt, der Nimbus der Kreuzzüge nahm damit freilich dauerhaft Schaden, zumal in diesem Zusammenhang das Byzantinische Reich von einer intakten Großmacht zu einer (nach der Rückeroberung Konstantinopels 1261) Regionalmacht degradiert wurde. Außerdem wurde das Verhältnis der orthodoxen Völker zu Westeuropa für Jahrhunderte schwer belastet.

### Kriegsfolgen und weitere Kreuzzüge im Mittelalter
Die Kreuzzüge hatten damit endgültig ihr ursprüngliches Motiv, die Rückeroberung des Heiligen Landes, verloren. Allerdings verlor man dieses Ziel nie ganz aus den Augen, auch wenn alle weiteren Versuche – vom diplomatischen Erfolg des Stauferkaisers Friedrich II. während des Fünften (bzw. nach anderer Zählung Sechsten) Kreuzzugs abgesehen – keinen Erfolg hatten oder sogar in militärischen Katastrophen endeten.
Der Stedingerkrieg war ein Kreuzzug des Erzbistums Bremen gegen die Bewohner des Landes Stedingen, am Westufer der Unterweser gelegen. Erzbischof Gerhard II. ließ die Stedinger zu Ketzern erklären, als sie sich neuen Steuern widersetzten, die sie leisten sollten, obwohl sie auf Grund der Urbarmachung der Wesermarsch eigentlich von allen Abgaben befreit sein sollten. Die Stedinger wurden also aus wirtschaftlichen Gründen bekriegt. Papst Gregor IX. verkündete 1233, jedem Teilnehmer am Kreuzzug gegen die Stedinger stünden die gleichen Ablässe zu, wie sie für den Zug ins Heilige Land vorgesehen waren. Das Erzbistum Bremen versprach seinen Bürgern bei einer Beteiligung das Erlassen von Zöllen und Abgaben. Die Bremer Kaufleute bekamen zudem eine Befreiung vom Militärdienst und ein Drittel der Beute angeboten. Der Kreuzzug dauerte von 1233 bis 1234 und endete am 27. Mai bei der Schlacht bei Altenesch mit dem Tod mehrerer Tausend Stedinger.
Der Albigenserkreuzzug (1209–1229) – wie andere, ähnlich geartete Unternehmen gegen Christen – trug mit dazu bei, dass die Kreuzzüge oft nur als eine politische Waffe des Papsttums begriffen wurden. Der Krieg gegen die Katharer etwa diente dem König von Frankreich dazu, seine Macht in Okzitanien zu festigen und am Mittelmeer Fuß zu fassen. Sogar Feldzüge gegen die Ghibellinen (Anhänger des Kaisers) in Italien wurden noch zu Kreuzzügen erklärt. Demgegenüber trugen die „Kreuzzüge“ der Reconquista auf der iberischen Halbinsel bereits de facto nationale Züge. Die Kreuzzüge in das Baltikum, die vor allem der Missionierung dienten und von den teilnehmenden Adligen auch als „gesellschaftliches Ereignis“ begriffen wurden, gingen noch bis ins 14. Jahrhundert weiter.
Die letzten Kreuzzüge in Europa waren die gegen die Hussiten in den Jahren von 1419 bis 1434. Nach der Hinrichtung des Prager Theologen Jan Hus auf dem Konzil von Konstanz 1415 kam es im Königreich Böhmen zum Aufstand seiner Anhänger. Gegen sie rief Papst Martin V. fünf Mal zum Kreuzzug auf, aber die Heere des römisch-deutschen Königs Sigismund und anderer katholischer Herrscher wurden von den Bauernarmeen der Taboriten, des radikalen Flügels der Hussiten, mehrfach vernichtend geschlagen. Am Ende der Hussitenkriege siegte 1434 der gemäßigte Flügel der Utraquisten. Ihnen gelang es als erster Religionsgemeinschaft seit der Antike – und fast 100 Jahre vor der Reformation Luthers – in einem westeuropäischen Land eine von der katholischen Lehre abweichende, anerkannte Kirche zu etablieren.
Die Kreuzzüge in die Levante endeten 1291 mit dem Fall Akkons. Die späten Kreuzzüge gegen die islamische Welt, die sich nun gegen das nach Europa vordringende Osmanische Reich richteten, endeten schließlich gegen Ende des 14. / Mitte des 15. Jahrhunderts. Als die beiden letzten Kreuzzüge gegen Muslime gelten die des ungarischen und späteren römisch-deutschen Königs Sigismund (s. o.) und des polnischen Königs Władysław III. Beide endeten mit Niederlagen in der Schlacht bei Nikopolis 1396 und in der Schlacht bei Warna 1444.

### Kreuzzüge außerhalb des Mittelalters
Bereits der Perserkrieg des oströmischen Kaisers Herakleios im 7. Jahrhundert trug in gewisser Weise Charakterzüge eines christlichen Religionskrieges, wobei der Kaiser später zum herausragenden Vorbild eines christlichen Kämpfers stilisiert wurde: so wurde beispielsweise das Geschichtswerk des Wilhelm von Tyrus in der altfranzösischen Übersetzung unter dem Titel Livre d’Eracles veröffentlicht.
Auch nach dem Ende des Mittelalters wurden immer wieder Militäraktionen als „Kreuzzüge“ deklariert (so der Versuch einer Invasion Englands durch den katholischen König von Spanien, Philipp II., und auch die Schlacht von Lepanto wurde von einer so genannten „Kreuzzugsliga“ geführt). Auch Portugals König Sebastian sah seinen Feldzug nach Marokko als Auftakt für einen neuen Kreuzzug und fiel 1578. Das Papsttum unternahm noch im 17. Jahrhundert ähnliche Anläufe, denen aber bestenfalls nur vorübergehende Erfolge beschieden waren.

## Nachwirkungen
Der Begriff „Kreuzzug“ beschränkt sich nicht nur auf die historischen Kreuzzüge, sondern wird heute auch im übertragenen Sinne gebraucht.

### Allgemeine Begriffsverwendung
„Kreuzzug“ wird im Deutschen wie im Englischen auch als Synonym für eine gesellschaftliche Anstrengung oder organisierte Kampagne verwendet, die der Durchsetzung bestimmter Ziele dienen soll. Es wird beispielsweise von „Kreuzzügen“ gegen die weltweite Kinderarmut oder gegen Krankheiten und Seuchen gesprochen. In politischen Debatten wird der Begriff nicht selten polemisch eingesetzt, um ein Vorgehen der Gegenseite als weitaus überzogen zu brandmarken, beispielsweise wenn in einem verbalen Schlagabtausch von einem „Kreuzzug gegen die Internet-Infrastruktur“ die Rede ist.

### Politische Verwendung des Begriffs
- Die NS-Propaganda bezeichnete den deutschen Eroberungskrieg gegen die Sowjetunion als „Kreuzzug Europas gegen den Bolschewismus“.[22]
- In den USA wurde die Beteiligung an der Befreiung Europas von der Herrschaft des Nationalsozialismus häufig mit dem Begriff „Kreuzzug“ assoziiert. So gab etwa der US-Oberbefehlshaber und spätere US-Präsident Dwight D. Eisenhower seinem Kriegstagebuch den Titel Crusade in Europe.
- Im 20. Jahrhundert bezeichnete der evangelikale Massenprediger Billy Graham seine Großveranstaltungen, auch zur Truppenbetreuung im Vietnamkrieg, als „Crusades“, engl. für Kreuzzüge.
- Der US-Präsident George W. Bush bezeichnete den zweiten Irakkrieg wiederholt als „Kreuzzug gegen Terroristen“. Auf Drängen seiner Berater verzichtete Bush jedoch schnell wieder auf diesen Begriff, vornehmlich wegen seiner historisch-inhaltlichen Bedeutung. Umgekehrt werden die westlichen Staaten, insbesondere so weit sie sich an der Eroberung und Besatzung des Irak beteiligen, in arabischen Ländern häufig als „Kreuzritter“ oder „Kreuzzügler“ bezeichnet, denen der gesammelte Widerstand der Muslime zu gelten habe.
- Der italienische Reformenminister Roberto Calderoli aus der rechten Regierungspartei Lega Nord rief als Reaktion auf die Proteste in der islamischen Welt im Karikaturenstreit den Papst dazu auf, sich an die Spitze eines „neuen Kreuzzugs“ gegen die Muslime zu stellen.
- Im Juli 2006 veröffentlichte Al-Qaida eine Videobotschaft mit dem Titel „Der Zionisten-Kreuzritter-Krieg gegen Libanon und die Palästinenser“, in der gegen die angebliche „Kreuzfahrer-Allianz“ westlicher Staaten mit Israel polemisiert wird.[23] Die Gründe, weshalb Al-Qaida offenbar wirkungsvoll zum Kampf gegen die „Kreuzritter“ aufrufen kann, hat Amin Maalouf[24] diskutiert; er zieht Parallelen zu den Vorgängen bei der Eroberung der Stadt Maarat an-Numan 1098.
- Ganz allgemein werden in Teilen der muslimischen Welt Kreuzzug und Kreuzritter als Ausdrücke verwendet, die aggressives Auftreten des Westens gegenüber dem Islam kennzeichnen sollen. („Türkische Regierung verurteilt ‚Kreuzzugmentalität‘ des Papstes.“[25])

### Rezeption im islamischen Raum
Über Jahrhunderte war die Geschichte der Kreuzzüge in der kollektiven Erinnerung im islamischen Raum kaum präsent. Erst Mitte des 19. Jahrhunderts kamen erste Anzeichen von Interesse an den Kreuzzügen auf. Um 1865 erschien in der Übersetzung französischer Geschichtsbücher erstmals der Begriff al-hurub al-Salabiyya (die „Kreuz-Kriege“) für jene Ereignisse, die man davor als die Kriege der Ifranji (Franken) bezeichnet hatte. Es kam zu einem langsam gesteigerten Interesse, wobei erst die Gründung Israels im Jahr 1948 von Asbridge als Umschlagpunkt einer stark intensivierten Auseinandersetzung mit den Kreuzzügen identifiziert wird. In der Folge kam es auch verstärkt zur Instrumentalisierung der Kreuzzüge und einzelner islamischer Persönlichkeiten, insbesondere Saladins, durch nahöstliche Despoten wie Hafiz al-Assad und Saddam Hussein.
Dabei berufen sich heute die Anhänger zweier diametral entgegengesetzter muslimischer Ideologien auf die Geschichte der Kreuzzüge: sowohl der arabische Nationalismus als auch der Islamismus versuchen in manipulativer Annäherung an die Vergangenheit diese Epoche für ihre Ziele zu nutzen. In der Geistlichen Anleitung, mit der sich die Attentätern des 11. Septembers auf ihre Anschläge vorbereiteten, werden als Feinde die „Kreuzfahrer“, also die westliche Welt, neben den Juden und arabischen Regierungen, die mit dem Westen kooperieren, genannt.